# 50e bataillon de tirailleurs sénégalais
Le 50e Bataillon de Tirailleurs Sénégalais (ou 50e BTS) est un bataillon français des troupes coloniales.

## Création et différentes dénominations
- -: Formation du 47e Bataillon de Tirailleurs Sénégalais

## Historique des garnisons, combats et batailles du50eBTS
- 13/08/1916: Le bataillon envoie 1 adjudant, 1 sergent, 10 caporaux et 122 tirailleurs du 81e BTS

### Sources et bibliographie
Mémoire des Hommes